# Adam Lorenc
Adam Lorenc (ur. 30 października 1998 w Żarach) – polski siatkarz, grający na pozycji atakującego.
27 lipca 2017 roku wraz z Mateuszem Podborączyńskim zostali Mistrzami Polski w siatkówce plażowej juniorów. Ta sama para 28 sierpnia 2023 roku zdobyła 2. miejsce w mistrzostwach Polski w siatkówce plażowej.

## Sukcesy klubowe
I liga:
- 2019

## Nagrody indywidualne
- 2017: Najlepszy atakujący Mistrzostw Polski Juniorów